# Vovkiv, Trosteaneț
Vovkiv (în ucraineană Вовків) este un sat în comuna Boromlea din raionul Trosteaneț, regiunea Sumî, Ucraina.

## Demografie
Componența lingvistică a localității Vovkiv
     Ucraineană (97,78%)
     Rusă (2,22%)
Conform recensământului din 2001, majoritatea populației localității Vovkiv era vorbitoare de ucraineană (97,78%), existând în minoritate și vorbitori de rusă (2,22%).